# Kootenay
Kootenay (o Kootenays) es una región canadiense que abarca el sureste de Columbia Británica. Su nomenclatura proviene del río Kootenay, nombrado por la nación Ktunaxa (también conocida como "Kootenai" o "Kutenai"), siendo la primera nación explorada por el expedicionario David Thompson.

## Fronteras
Las fronteras están más o menos definidas por el distrito catastral en la zona, aunque estas pueden variar dependiendo de que áreas formen parte o no. La definición más exacta de la región es la cuenca hidrográfica del Bajo Kootenay, el cual pasa por Canadá a la altura de Creston, Columbia, Británica. La región está integrada por:
- (A) Cuenca hidrográfica del Bajo Kootenay y río Columbia a su paso por Castlegar y el cual nace en la parte canadiense de las Montañas Rocosas. Otras formaciones integradas son la cordillera Purcell (fronteriza con Alberta) y el sur de las Rocosas Canadienses.
- (B) Cuenca hidrográfica del río Flathead.
- (C) Cuenca vertiente de Columbia en el suroeste con lindes en la frontera con Estados Unidos. La zona incluye la cuenca del río Salmo y las localidades de Rossland, Castlegar, Fruitvale y Salmo.
- (D) Lagos Arrow y Nakusp.
- (E) Valle del Alto Columbia, ubicado en paralelo con el primer tramo del río Kootenay.
- (F) Cuenca vertiente de Columbia entre Kicking Horse Pass y Rogers Pass.
- (G) Cuenca vertiente de Columbia entre Rogers Pass e Eagle Pass.
- (H) Distrito histórico de Boundary Country situado a lo largo de la frontera (de este a oeste) entre Okanogan y Bonanza Pass.

A medida que determinadas áreas septentrionales ("F" y "G")  pasan a formar parte de cualquier región, sus nomenclaturas pueden fusionarse (Columbia-Kootenay o viceversa). Dicho término incluye Big Bend Country y el lago Kinbasket en el norte de Golden y Revelstoke, aunque no son consideradas como parte de los Kootenays más bien están integradas en el distrito homónimo. A menudo es mencionado como parte occidental de Kootenay.

## Subdivisión territorial
En lo que respecta a la división territorial, estas se dividen entre este y oeste (o este, centro y oeste).
La separación "este-oeste" se extiende en dirección norte formando un "pie" en los ríos Kootenay y Duncan. El área comprende Creston y otros puntos orientales del este de Kootenay. Aunque se trata de una "región autónoma", el Valle Slocan forma parte del oeste. El río Slocan es un afluente del Kootenay.
En cuanto al "este-centro-oeste", la divisoria se encuentra en la cordillera Purcell (desde el centro al este) y las montañas Selkirk (desde el centro al oeste")